# Woljongsa

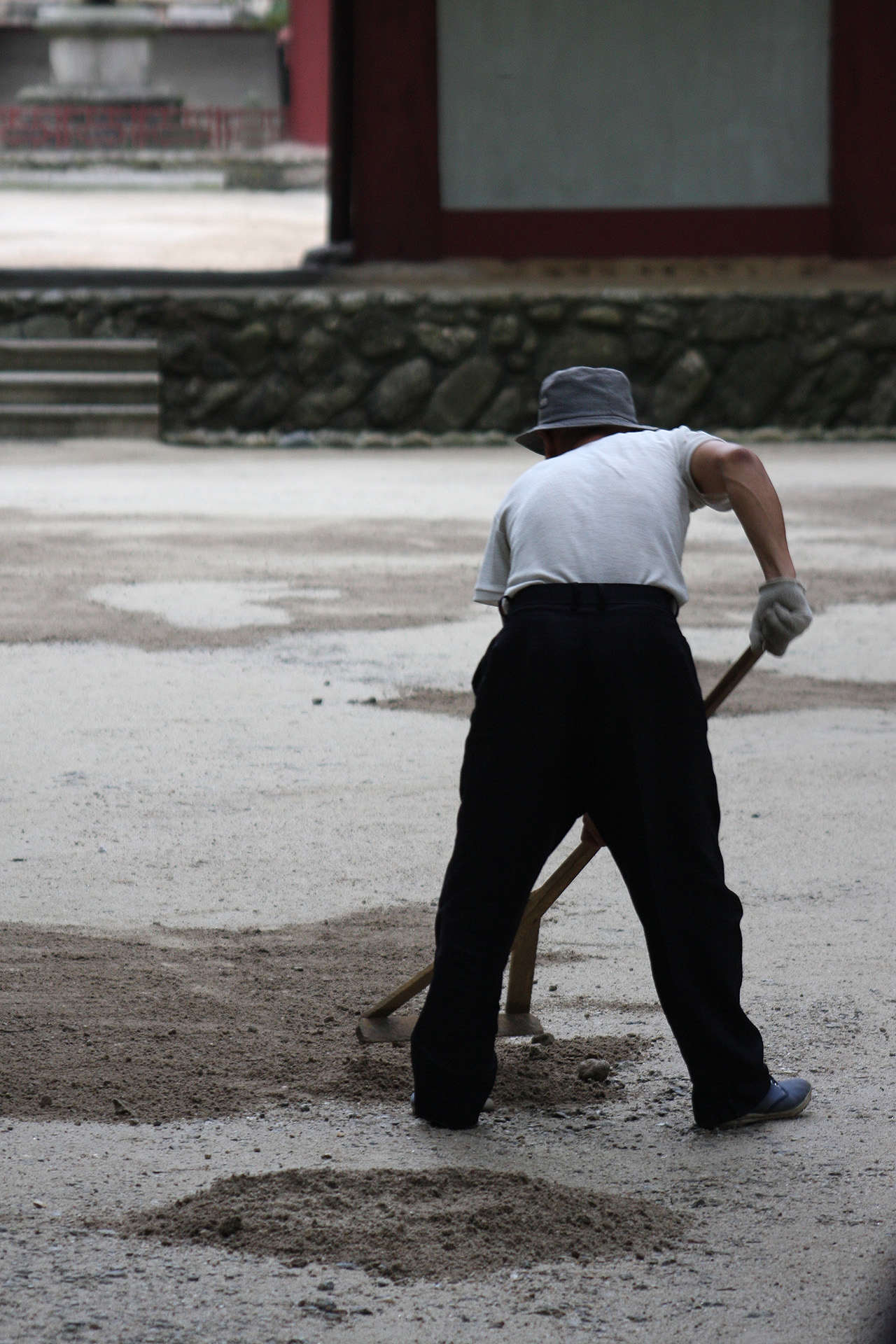
Un travailleur dans le temple

Woljongsa (월정사, 月精寺) est un temple bouddhiste coréen  se trouvant au cœur des monts Kuwol dans la province du Hwanghae du Sud. Situé à proximité de Pyongyang, c'est un lieu touristique important. Il a été classé trésor national n° 75.

## Description
Woljongsa signifie le temple de la lune calme. Il se trouve dans un lieu isolé à 5 km au nord-ouest du village de Woljong. Situé dans une vallée pittoresque au confluent de deux ruisseaux et près du pic Asa, il a été fondé en 846 sous le royaume de Silla puis plusieurs fois reconstruit. La structure actuelle date du XVe siècle.
Le temple de Woljong est composé essentiellement de quatre bâtiments disposés autour d'une cour de 20 mètres de large. Le sanctuaire Myongbu se trouve à l'est, le pavillon Suwol à l'ouest, les autres côtés étant délimités par le pavillon Manse et le sanctuaire Kukrakbo. Ce dernier est le bâtiment principal et est recouvert de dessins en rouge et en bleu qui rappellent le style de l'époque de Koryo. La pagode plantée au milieu de la cour a fait l'objet d'un timbre postal en 1958. 